# Bucculatrix alpina
Bucculatrix alpina är en fjärilsart som beskrevs av Frey 1870. Bucculatrix alpina ingår i släktet Bucculatrix och familjen kronmalar. Inga underarter finns listade i Catalogue of Life.